# Max Pechstein
Hermann Max Pechstein, född 31 december 1881 i Zwickau, död 29 juni 1955 i Västberlin, var en tysk bildkonstnär inom måleri och grafik, förknippad med expressionism.

## Biografi
Max Pechstein var son till en textilarbetare. Mellan 1896 och 1900 försörjde han sig som dekorationsmålare i födelsestaden Zwickau, och flyttade därefter till Dresden för att studera måleri. 1906 lärde han känna Erich Heckel, som året innan hade bildat konstnärsgruppen Brücke tillsammans med Ernst Ludwig Kirchner, Karl Schmidt-Rottluff och Fritz Bleyl. Pechstein anslöt sig entusiastiskt till gruppen. Hans stil visade snart prov på ett fullständigt, om än mer dekorativt inlemmande av de andra medlemmarnas idéer, såväl i sin smak för det råa och osofistikerade som sitt expressiva sätt att använda sig av färger.
År 1908 flyttade Max Pechstein till Berlin, dit de övriga i gruppen skulle komma först 1911. År 1910 var Pechstein i centrum för bildandet av Neue Secession, vid en brytning med Berliner Secession. I Neue Secession deltog Brücke-gruppen fram till slutet av 1911, då en splittring ledde till att gruppen lämnade secessionen. Pechstein för sin del lämnade Brücke 1912, året innan gruppen slutgiltigt upplöstes, därför att medlemmarna utvecklats åt olika håll. Pechsteins senare verk uttrycker, i likhet med Otto Mueller, en i högre grad sofistikerad, dekorativ form av primitivism.
1923 upptogs Max Pechstein som medlem av den förnämliga Preußische Akademie der Künste i Berlin. Det året utnämndes han också till professor vid samma akademi, en tjänst som han innehade fram till 1933. 
Efter det nazistiska maktövertagandet avskedades han från sin befattning. Det hjälpte inte att han kunde uppvisa ett arierbevis, eftersom den estetik han företrädde definierades som entartete Kunst och denna var inte längre önskvärd i landet. En teckning av en söderhavsinvånare som äter visades på utställningen "Kulturbolschewistische Bilder" på Kunsthalle Mannheim 1933. Den skulle så småningom beslagtas (1937) och saknar proveniens efter 1941, enligt det beslagsinventarium som Freie Universität Berlin upprättat (se Källor). 
I en situation där Max Pechstein till slut inte kunde försörja familjen anslöt han 52 år gammal år 1934 till det statliga välfärdsprogrammet Nationalsozialistische Volkswohlfahrt. Inom vilken sfär han som medelålders före detta professor i måleri tjänstgjorde är obekant, men förmodligen rörde det sig om bildkonst i någon mer hantverksmässig form. Tre år senare, år 1937, togs han i bruk, förmodligen på liknande vis, inom någon passande avdelning av den nybildade Nationalsozialistisches Fliegerkorps. 
1937 uteslöts Max Pechstein som medlem ur akademin. I juli samma år beslagtog Propagandaministeriet vad som fanns av honom på tyska museer. Det var 512 verk, 32 akvareller, 408 grafiska blad, 40 målningar och 32 teckningar. 23 av dessa verk visades på olika avsiktligt nedsättande Entartete Kunst-utställningar, 2 akvareller, 4 litografier, 5 träsnitt, 11 målningar och 1 teckning. De flesta beslagtagna akvareller saknar proveniens efteråt, men några fördes utomlands genom byte. Många träsnitt, Pechsteins grafiska favoritteknik, återbördades till tyska museer efter kriget, däribland till Kupferstichkabinett i Berlin. De tre beslagtagna exemplaren av Max Pechsteins portfolio Das Vater Unser (1921), hans illustration av den kristna bönen Fader vår, saknar proveniens efter 1937, men blad 2, 5, 8 och 11, visades på smädeutställningen i Münchens Hofgartenarkad 1937.  
Efter kriget utsågs Max Pechstein till professor vid Universität der Künste i Berlin.

## Verk
- Reisebilder, bok i 800 exemplar med 50 litografier och 5 handskrivna sidor (Berlin: Verlag Paul Cassirer, 1919)
- Das Vater Unser, en portfolio med 12 träsnitt, delvis kolorerade, och ett titelblad (Berlin: Propyläen-Verlag, 1921)

## Galleri

Frauenkopf / Kvinnohuvud (1911)
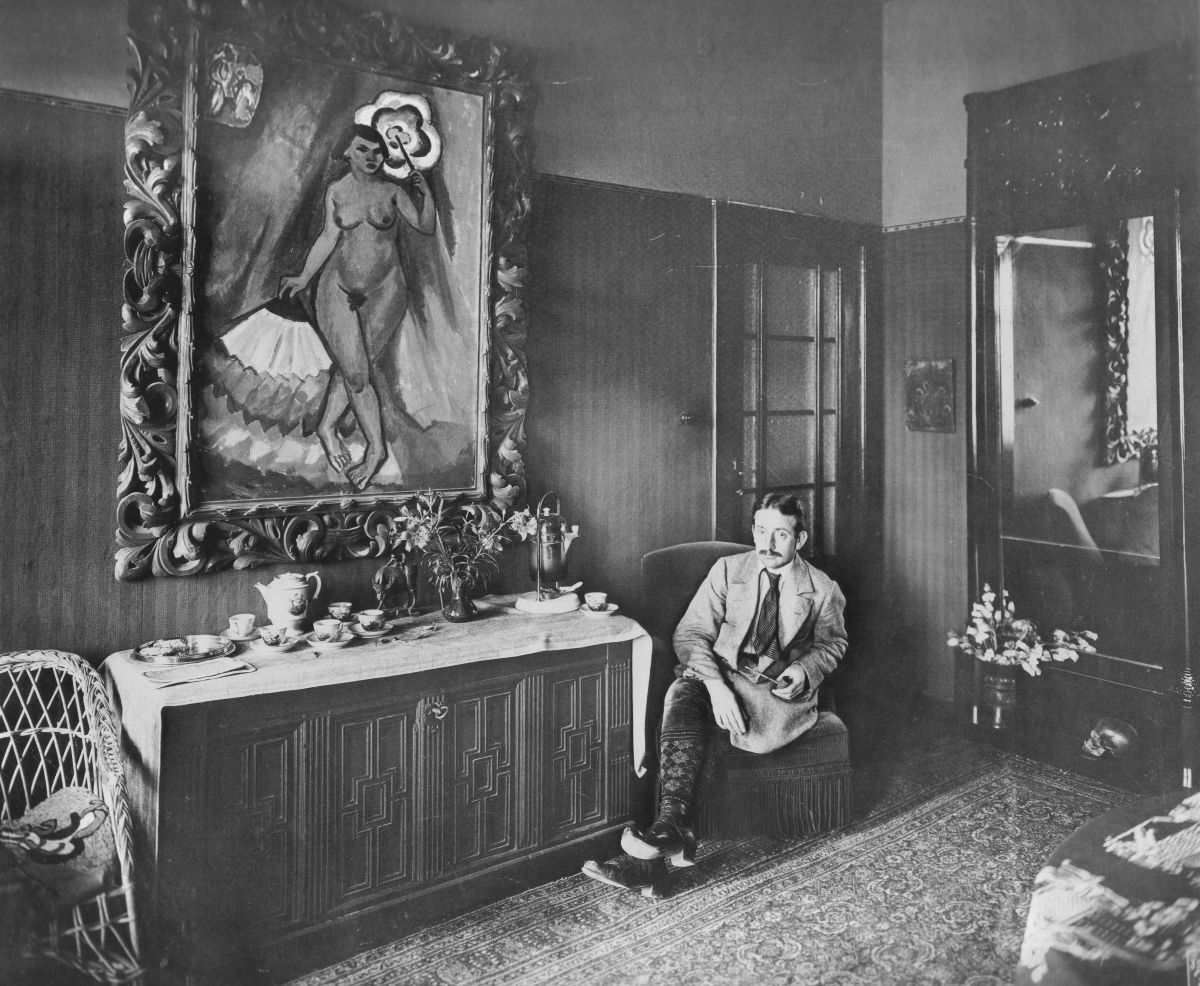
Max Pechstein fotograferad i sitt hem 1915.